# 動力
動力（どうりょく、英: power）とは、機械等を動かすために必要となるエネルギーのこと。「動力性能」という語があるが、その場合は仕事率を指すことが多い。

## 概要
動力は機械装置を駆動させるためのもので、機械外部から入力された運動エネルギーないし機械内部で電気的エネルギーや化学エネルギーを消費して動作する機械要素から発生される運動（力）である。
外部から動力を入力される機械では、入力された運動エネルギーを使って動作に変換したり他のエネルギーに変換したりする。例えば水力発電は水の位置エネルギーを高低差を使って運動エネルギーに変換、さらにその運動エネルギーで発電機を動作させ、ここから電力を得る。
内部に動力の発生器をもつものでは、動力発生器のことをエンジンと呼ぶ。エンジンは入力された他のエネルギーを使って運動エネルギーを発生させるが、使用する燃料の種類やエンジンの様式によって様々な種類があり、また必要とされる動力の種類にもよって適切なエンジン様式が異なるため、様々なエンジンが利用されている。
こういった動力発生器には電動機（電気モーター）も含まれるが、一般にエンジンというと熱機関（熱エンジン）を指す傾向が強い。熱機関は熱の熱力学的な働きにより動作するが、この熱源を何に求めるかという違いや、どうやって熱を運動エネルギーに変換するか、また廃熱を何処に捨てるかといった問題や、エンジンに求められる出力やエンジン自体の大小などによって、多種多様なエンジンが発達している。
なお熱機関は、種類によって外部から動力を入力することで熱を移動させることができるものもある。いわゆるヒートポンプがそれで、これらは冷蔵庫から空調など様々な分野で利用されている。

## 主な動力の例
水力
川の流れなどで水車を回すことにより運動エネルギーを得る。
かつては水車小屋で製粉などを行っていた。現在でも水力発電で使われる。
風力
風車を回すことにより運動エネルギーを得る。
かつて、オランダなどでは揚水（排水）のために多く設置されていた。また、水車同様製粉のためにも設置された。現在でも風力発電で使われる。
電力
電気をモーターに流すことで電磁誘導により運動エネルギー（回転力）を得る方法が一般的。
電力会社など電気関係では三相交流電源が主に交流電動機の駆動に用いられることから、三相交流電源を動力（どうりょく）と呼んでいる。
初期の軽便鉄道の動力は、ガスエンジンとガス電気トランスミッションが使用されていたが、第一次世界大戦後はディーゼル・エレクトリック方式にとってかわり、その後は集電装置方式（パンタグラフ）というように鉄道の電化が進んだ。
人力
手、足などで、ハンドルやペダルを回すことにより運動エネルギーを得る。
自転車は足でペダルをこぐことで得られる運動エネルギーを動力として走行する。
発電機を人力で回し電力を得る場合は人力発電といい、他の動力が得られない場合の最終的な発電手段となる。
火力
原子力